# Minden
Pour les articles homonymes, voir Minden (homonymie).
Minden est une ville en Rhénanie-du-Nord-Westphalie, Allemagne, située sur la rivière Weser, à 6 km au nord de la gorge Porta Westfalica dans la grande plaine au nord du pays. Forte d'une population de 80 900 habitants, Minden est la capitale de l'arrondissement de Minden-Lübbecke. C'est une ville commerciale et industrielle. Dans le monde sportif, elle est connue pour son équipe de handball de haut niveau.

## Description
Dans le quartier des musées et de l'hôtel de ville, on peut voir la plus vieille charmille de Westphalie, la Alte Münze, un des plus anciens bâtiments de la ville, la maison Hagemeyer, construite par le commerçant Thomas von Kampen à la Renaissance.
L'ancienne cathédrale (Dom) a été majoritairement construite en style gothique, en dehors des parties droites du chœur, romanes, et du massif occidental roman datant du milieu du XIIe siècle. La nef largement éclairée par les grandes baies rayonnantes des collatéraux est considérée comme l'une des plus belles églises-halles gothiques du XIIIe siècle d'Allemagne et peut être comparée à la cathédrale voisine de Paderborn. Les salles de son prestigieux trésor ont bénéficié d'une nouvelle muséographie en 2017.
Après avoir été en grande partie détruite par les bombardements en 1945, la cathédrale a été reconstruite à l'identique. L'ancienne caserne de Defension construite en 1829 est l'un des premiers témoignages du classicisme prussien à Minden. Elle a été transformée en musée de Prusse.

## Histoire
| Appartenances historiques Principauté épiscopale de Minden 1180-1648 Royaume de Prusse (principauté de Minden) 1648-1807 Royaume de Westphalie 1807-1811 Empire français (Ems-Supérieur) 1811-1814 Royaume de Prusse (province de Westphalie) 1815-1918 Empire allemand 1871-1918 État libre de Prusse (Province de Westphalie) 1919-1947 République de Weimar (République de Weimar) 1918-1933 Reich allemand (Troisième Reich) 1933-1945 Allemagne occupée 1945-1949 Rhénanie-du-Nord-Westphalie 1946-présent Allemagne de l'Ouest 1949-1990 Allemagne 1990-présent |

Minden fut mentionnée pour la première fois en 798, quand Charlemagne y convoqua le ban du royaume. Dans les siècles suivants, Minden devint le centre culturel de la région. Otton II accorde à l'évêque le droit de battre monnaie, le droit de douane et le droit de marché. La querelle des Investitures divise la ville entre partisans de l'empereur Henri IV et de Grégoire VII. Les fidèles se retrouvent avec deux évêques le grégorien Reinhard, consacré par l'archevêque de Magdebourg et Folmar, partisan de l'empereur. Le mariage d'Henri le Lion avec Mathilde d'Angleterre eut lieu dans la cathédrale en 1168. La ville fut un membre de la ligue hanséatique et un évêché indépendant.
Au XVIe siècle, les habitants de Minden se tournent vers la réforme luthérienne. Après la paix de Westphalie en 1648, la principauté de Minden est annexé à la marche de Brandebourg, et restera « territoire prussien » jusqu'en 1946. La cité devient alors une ville de garnison fortifiée. Frédéric-Guillaume, le Grand prince-électeur de Prusse, permet aux quelques familles juives qui étaient installées dans la cité d'y rester, mettant ainsi fin à l'interdiction faite aux Juifs de résider dans ses Etats.
Pendant la guerre de Sept Ans, en 1759, la ville est le site de la bataille de Minden, qui repoussa les Français sur la défensive pour le reste du conflit.
Durant la Seconde Guerre mondiale, Minden fut détruite en partie. Elle connaît pourtant, après 1945, un essor considérable grâce à sa position stratégique à l'intersection du Mittellandcanal et de la Weser.

## Économie
Sa situation au croisement du Mittellandkanal et de la Weser (qui se croisent au moyen d'un pont-canal) en fait un site portuaire et industriel développé.
Elektrizitätswerk Minden-Ravensberg (EMR), et de la compagnie énergétique Stadtwerken Minden (SWM) sont deux grandes entreprises de la ville.

## Tourisme
Minden est le point de départ de croisières sur la Weser jusqu'à Porta Westfalica, avec traversée du Wasserstraßenkreuz » (carrefour fluvial), où le « Mittellandkanal » croise la Weser. L'ancien pont-canal a été construit entre 1911 et 1914. Il est classé monument historique depuis 1987. L'écluse, haute de treize mètres, relie le canal à la Weser.

## Célébrités de Minden
- Maître Bertram de Minden (1340-1414 ou 1415), peintre
- Wilhelm Heinrich von Thulemeyer (1783-1840), homme politique
- Friedrich Wilhelm Bessel (1784 — 1846), astronome
- Franz Boas (1858 — 1942), anthropologue
- Otto von Diederichs (1843 — 1918), amiral ;
- Gertrud von Le Fort (1876 — 1971), nouvelliste ;
- Heinrich Witte (1888-1933), acteur allemand ;
- Elisabeth Ostermeier (1913-2002), résistante contre le nazisme et femme politique allemande.

## Sport
- La ville abrite l'un des meilleurs clubs d'Allemagne de handball, le GWD Minden qui évolue actuellement en DKB Handball-Bundesliga.

## Politique

### Quartiers de Minden

Les quartiers de Minden.

Minden se décompose en 19 quartiers ou ortsteile
- Bärenkämpen
- Bölhorst
- Dankersen
- Dützen
- Haddenhausen
- Häverstädt
- Hahlen
- Innenstadt (town centre)
- Königstor
- Kutenhausen
- Leteln-Aminghausen
- Meißen
- Minderheide
- Nordstadt
- Päpinghausen
- Rechtes Weserufer
- Rodenbeck
- Stemmer
- Todtenhausen

### Couleurs héraldiques
Les couleurs de la ville de Minden sont le blanc et le rouge.

### Monuments historiques
L'un des monuments historiques les plus importants de la ville est la Cathédrale de Minden.

### Jumelages
La ville de Minden a rejoint en 1968 le cercle de Wilmersdorf et est jumelée aux villes suivantes :
- Gagny en France depuis 1968
- Gladsaxe au Danemark depuis 1968
- Sutton en Angleterre depuis 1968
- arrondissement Charlottenburg-Wilmersdorf de Berlin depuis 1968
- Tangermünde en Saxe-Anhalt depuis le 2 août 1990
- Hrodna en Biélorussie depuis le 1er juillet 1991

Minden a en outre un partenariat avec :
- Koszalin (Köslin en alld.) en Pologne